# جيرالد بورتر
جيرالد بورتر (بالإنجليزية: Gerald Porter)‏ هو لاعب دارت أيرلندي، ولد في 14 مايو 1968 في جمهورية أيرلندا.

## وصلات خارجية
- جيرالد بورتر على موقع DartsDatabase.co.uk (الإنجليزية)